# Rheithrosciurus macrotis
Rheithrosciurus macrotis là một loài động vật có vú trong họ Sóc, bộ Gặm nhấm. Loài này được Gray mô tả năm 1856. Loài này chỉ phân bố ở trên đảo Borneo thuộc Indonesia, Brunei và Malaysia.

## Hình ảnh

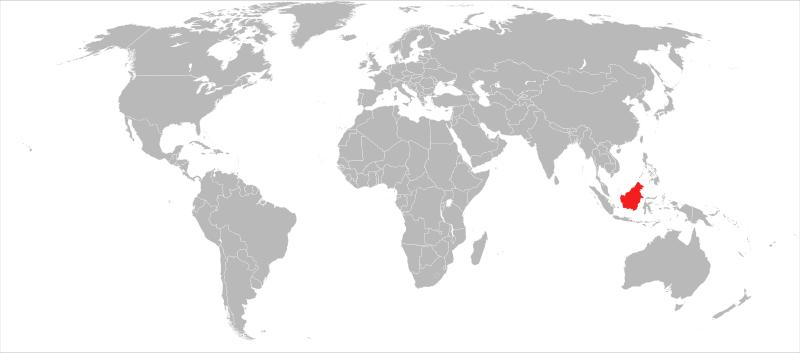